# O Novo Mundo
The New World (bra/prt: O Novo Mundo) é um filme americano-britânico de 2005, do gênero drama romântico-histórico-biográfico, escrito e dirigido por Terrence Malick.
O filme é uma aventura histórica que conta a fundação de Jamestown, Virgínia e inspirado pelas figuras históricas do capitão John Smith e Pocahontas. É o quarto filme da carreira de Malick, e seu elenco inclui Colin Farrell, Q'Orianka Kilcher, Christopher Plummer, Christian Bale, August Schellenberg, Wes Studi, David Thewlis e Yorick van Wageningen. 

## Sinopse
Nas primeiras décadas do século 17, três navios ingleses desembarcam na Virgínia e fundam a colônia de Jamestown. Despreparados para a vida num mundo novo, no entanto, os colonos não conseguem se adaptar. Numa expedição ao longo do rio Chickahominy, o capitão John Smith conhece os nativos da tribo Powhatan, que matam todo o grupo, poupando apenas a vida de Smith, que é preso. Na aldeia, ele conhece Pocahontas, filha do chefe Powhatan, e ambos dão início a uma paixão que virará lenda.

## Elenco
- Colin Farrell como John Smith
- Q'Orianka Kilcher como Pocahontas/Rebecca
- Christian Bale como John Rolfe
- Christopher Plummer como cap. Christopher Newport
- August Schellenberg como chefe Powhatan
- Wes Studi como Opchanacanough
- David Thewlis como Edward Wingfield
- Yorick van Wageningen como cap. Samuel Argall
- Raoul Trujillo como Tomocomo
- Janine Duvitski como Mary
- Michael Greyeyes como Rupwew
- Irene Bedard como mãe de Pocahontas
- Kalani Queypo como Parahunt
- Ben Mendelsohn como Ben
- Noah Taylor como Selway
- Ben Chaplin como Robinson
- Eddie Marsan como Eddie
- John Savage como guerreiro indígena
- Billy Merasty como Kiskiak
- Jonathan Pryce como rei James

## Produção

### Desenvolvimento
Malick começou a trabalhar no roteiro de The New World no final da década de 1970. Depois de The Thin Red Line, Malick trabalhou em um filme sobre Che Guevara e sua tentativa de revolução na Bolívia. Enquanto esperava a aprovação do financiamento, Malick recebeu a chance de dirigir The New World, deixando o projeto de Che Guevara em março de 2004. A produção do filme começou em julho do mesmo ano.

### Filmagens
O filme é notável por sua ênfase em autenticidade, desde locações para cenários e figurinos, até o uso de atores e figurantes nativos americanos treinados por Blair Rudes, professora de linguística da Universidade da Carolina do Norte, para falar uma forma da extinta língua powhatan, recriada para o filme.
As gravações tiveram lugar no Rio Chickahominy, afluente do Rio James, não muito longe do local dos eventos históricos. A equipe reconstruiu casas da colônia Jamestown e da vila powhatan, baseada em evidências arqueológicas e a consultoria de historiadores. Era tanta preocupação com autenticidade, que eles procuraram variedades históricas de milho e tabaco, em vez de usar as versões atuais.
As cenas na Inglaterra foram filmadas na Hampton Court Palace e na Hatfield House, perto de Londres, e do lado de fora da Biblioteca Bodleiana, na Universidade de Oxford.
The New World foi o primeiro filme de estúdio em nove anos a ser, pelo menos, parcialmente filmado em 65 mm (para as cenas sem efeitos visuais). O último filme havia sido Hamlet (1996), de Kenneth Branagh, que foi filmado inteiramente em 65 mm.

### Edição e atrasos
O filme foi originalmente marcado para estreiar em novembro de 2005, porém seu lançamento foi adiado. Malick ainda estava editando as cenas que ele havia filmado. Ele é famoso por editar seus filmes até o último minuto, frequentemente aparando seus filmes e deixando personagens inteiros fora do corte final, como aconteceu em The Thin Red Line. No início de dezembro, uma versão de 150 minutos foi exibida para críticos para consideração na temporada de prêmios. Foi lançado na semana do Natal e do Ano Novo e dois cinemas em Los Angeles e Nova York para qualificá-lo para o Oscar.
Para o lançamento nacional, que começou em 20 de janeiro de 2006, Malick reeditou o filme novamente, cortando-o para 135 minutos, porém ele também adicionou cenas não incluídas no primeiro lançamento. Ele alterou algumas da extensivas narrações do filme para esclarecer o enredo. Mudanças substanciais foram feitas nas primeiras meia hora de filme, aparentemente para acelerar a trama. Essa é a versão lançada em DVD mundialmente. A versão de 150 minutos foi lançada apenas na Itália, em uma versão com dois discos contendo a versão "curta" e a versão "longa".
Uma versão de 172 minutos, chamada de "O Corte Estendido", foi lançada pela New Line Cinema em DVD em outubro de 2008.

## Crítica
The New World recebeu críticas geralmente favoráveis. No site Rotten Tomatoes o filme possui um indíce de aprovação de 60%, baseado em 169 resenhas, com uma média de 6,6/10. O consenso é "Apesar de belos visuais e fortes performances, The New World sofre de uma narrativa sem foco que vai desafiar a atenção dos espectadores em suas mais de 2 horas e meia". No agregador Metacritic o filme possui uma aprovação de 69/100, baseado em 28 resenhas, indicando "críticas geralmente favoráveis".